# Ralph Siegel

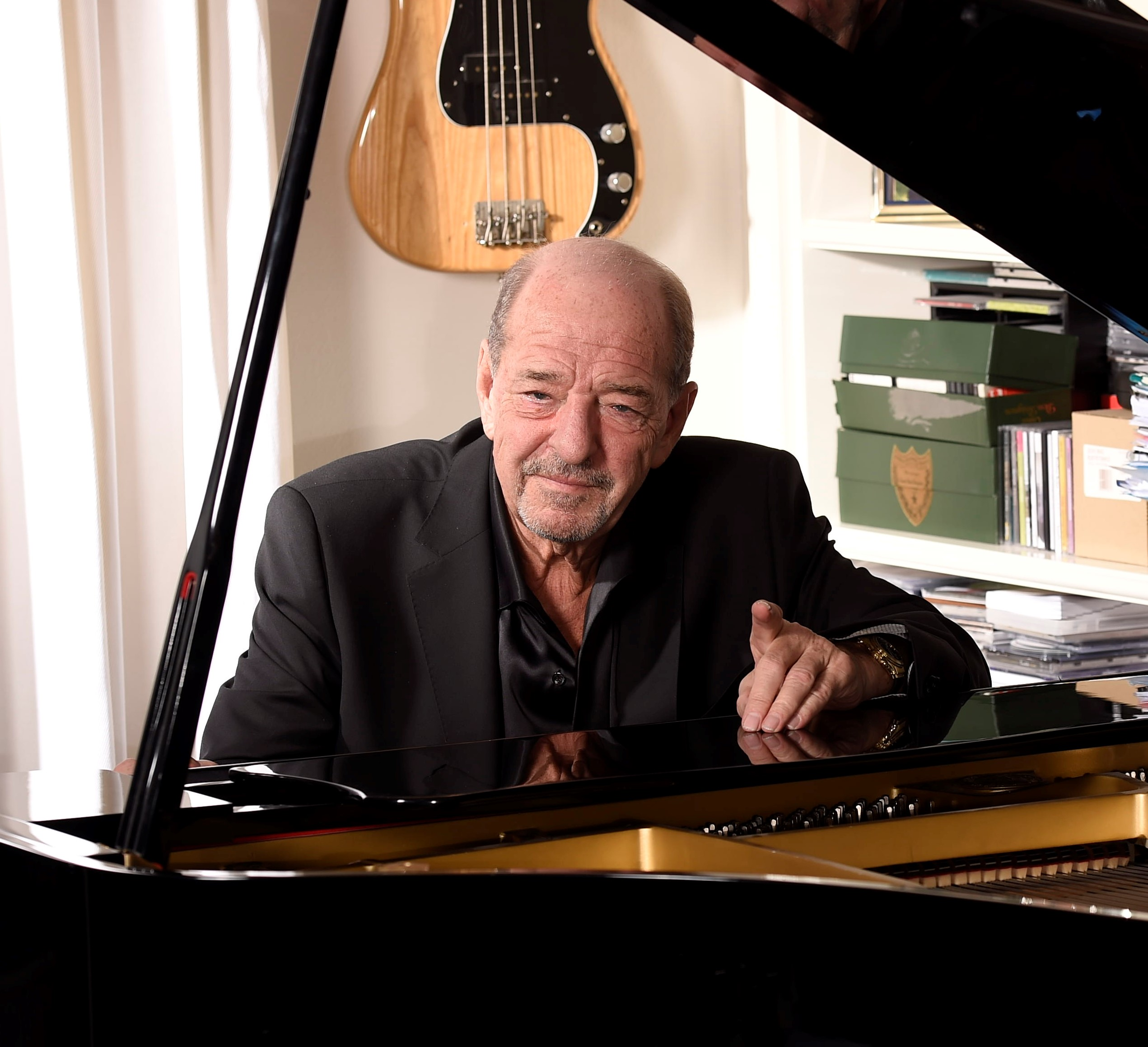
Ralph Siegel (2015)

Ralph Claus-Peter Siegel (* 30. September 1945 in München) ist ein deutscher Musiker, Komponist und Musikproduzent.
Er zählt zu den prägenden Persönlichkeiten des Eurovision Song Contest („Grand Prix“) und nahm bisher bei 24 Veranstaltungen mit 25 Interpreten an diesem internationalen Musikwettbewerb teil. Bei der GEMA ist er mit mehr als 2000 Titeln registriert. Ihm gehören die Plattenfirma Jupiter Records, die Chips Records und die Siegel-Musikverlage.

## Leben und Karriere

### Kindheit und Jugend
Ralph Siegel kam als Sohn des Schlagerkomponisten Ralph Maria Siegel und der Operetten-Sängerin Ingeborg Döderlein auf die Welt. Sein Großvater Rudolf Siegel war als Opernkomponist, Dirigent und Generalmusikdirektor in Krefeld tätig.

### Musikalische Anfänge
Schon in frühester Kindheit lernte Siegel verschiedene Instrumente zu spielen, darunter Schlagzeug, Gitarre, Akkordeon und Klavier. Nachdem er Unterricht in Harmonie- und Kompositionslehre erhalten hatte, schrieb er im Alter von zwölf Jahren seine ersten Musiktitel unter dem Pseudonym Peter Elversen. Mit 19 Jahren schrieb er den von Don Gibson gesungenen Hit It’s a Long Long Way to Georgia, der in den amerikanischen Country-Charts bis auf Platz 12 kletterte. Siegel machte sich ab 1966 einen Namen in der deutschen Schlager-Szene, indem er Titel für bekannte Sängerinnen und Sänger wie Mireille Mathieu, Mary Roos, Marianne Rosenberg, Angela Wiedl, Peter Alexander, Roy Black, Costa Cordalis, Rex Gildo, Karel Gott, Heino, Michael Holm, Udo Jürgens, Roland Kaiser und Chris Roberts schrieb.

### Deutscher ESC(-Vorentscheid)
Siegel versuchte mit zahlreichen Titeln für Deutschland zum ESC zu gelangen, was jedoch nicht immer klappte. Von 1972 bis 2016 versuchte er es mit sage und schreibe 45 Titeln bei deutschen Vorentscheidungen und manchmal sogar mit mehreren in einem Jahr.
1972 bei Ein Lied für Edinburgh starteten mit Siegel-Kompositionen Edina Pop mit Meine Liebe will ich dir geben und Adrian Wolf mit Mein Geschenk an dich. Beide Titel entstanden in Zusammenarbeit mit Fred Weyrich. Der Erfolg blieb 1972 jedoch noch aus, da Pop Platz 6 und Wolf Platz 12 unter 12 Teilnehmern belegten, womit beide nicht in die damalige Entscheidungsrunde hineingelangten. 1975 bei Ein Lied für Stockholm gab Siegel dem Vorentscheid erneut eine Chance mit Peggy Marchs Lied Alles geht vorüber und diesmal lief es besser, wenn auch nicht gut genug. March erreichte Platz 2 von 15 hinter Joy Fleming. Siegel jedoch gab nicht auf und versuchte es im Folgejahr erneut. 1976 wurden die Les Humphries Singers auserkoren, einen Siegel-Titel bei Ein Lied für Den Haag vorzutragen. Sie starteten mit Sing Sang Song und wurden zunächst wie March im Vorjahr Zweitplatzierte. Da jedoch der Siegertitel Der Star von Tony Marshall scheinbar bereits veröffentlicht worden war, wurde Marshall disqualifiziert und die Les Humphries Singers rückten nach, was zu Siegels erstem ESC-Beitrag für Deutschland führte. Beim Eurovision Song Contest in Den Haag belegten die Les Humphries Singers jedoch nur den 15. Platz in einem Feld von 18 Teilnehmern. Dies sollte aber noch lange nicht Siegels letzter Versuch für Deutschland gewesen sein.
1979 kehrte Siegel zum Vorentscheid Ein Lied für Jerusalem zurück und versuchte es wie 1972 gleich zweimal. Dschinghis Kahn traten mit Dschinghis Khan an, das später noch auf die 1 der deutschen Charts kletterte. Neben diesem Chartstürmer, der die Vorentscheidung im Endeffekt auch gewann, traten die Gebrüder Blattschuss ebenfalls mit dem Siegel-Beitrag Ein Blick sagt mehr als jedes Wort an. Sie belegten Platz 12 von 12. Nach dem Erfolg von Dschinghis Khan beim ESC, wo sie den vierten Platz von 19 belegten, ließ es sich Siegel nicht nehmen auch beim deutschen Vorentscheid 1980 Ein Lied für Den Haag doppelt anzutreten. Von ihm stammten Theater von Katja Ebstein und Pan von Costa Cordalis, die den ersten und zweiten Platz in der Vorentscheidung belegten. Katja Ebstein belegte daraufhin beim ESC in Den Haag den zweiten Platz. Tatsächlich lief es 1981 bei Ein Lied für Dublin praktisch identisch. Es traten zwei Titel von ihm an und belegten Platz 1 (Lena Valaitis mit Johnny Blue) und 2 (The Hornettes mit Mannequin), woraufhin beim ESC in Dublin ein zweiter Platz erreicht wurde. Dieses Spiel wiederholte sich 1982 bei Ein Lied für Harrogate fast genau so, jedoch trat Siegel diesmal mit drei Titeln an, wovon sich zwei auf Platz 1 (Nicole mit Ein bisschen Frieden) und 2 (Paola mit Peter Pan) einfanden und einer (Marianne Rosenberg mit Blue-Jeans-Kinder) den abgelegenen achten Platz unter 12 belegte. Jedoch schaffte sein Beitrag beim ESC in Harrogate anstelle eines zweiten Platzes wie in den Vorjahren diesmal den Sieg. Nicole errang mit dieser Siegel-Komposition somit den ersten Sieg für Deutschland bei diesem Musikwettbewerb.
Nach einer kurzen ESC-Pause kehrte Siegel zum Vorentscheid Ein Lied für Luxemburg 1984 zurück mit dem Titel Tingel-Tangel-Mann der Gruppe Harmony Four, der dort den dritten Platz belegte. Der darauffolgende Vorentscheid 1985 Ein Lied für Göteborg wurde hauptsächlich von Siegel und Hanne Haller dominiert. Siegel nahm mit zwei und Haller gleich mit drei Titeln an der Veranstaltung teil, die insgesamt 12 Beiträge umfasste. Nach dem ersten Zwischenergebnis sah es auch nach einem Siegel-Sieg aus. Heike Schäfer lag mit ihren Glocken von Rom auf Platz 1 und Caro Pukke mit Grün, grün, grün lag auf der 2. Hallers Beiträge schnitten bis dahin eher mittelmäßig ab und belegten die Plätze 4 (Günther Stern mit Hier, da und überall), 8 (Wind mit Für alle) und 10 (Susan Schubert mit Sehnsucht nach einem Gefühl). Das sollte sich jedoch noch von Grund auf ändern. Als nämlich die Endergebnisse verkündet wurden, sah es ganz anders aus. Schäfer lag hinter Wind auf Rang 2 und Pukke musste sogar das Siegertreppchen verlassen und stieg auf Platz 4 ab. Somit war dieser Vorentscheid eine Pleite für Siegel und den „Kampf der Gigant:innen“ gewann eindeutig Hanne Haller.
Diese Pleite hinderte Siegel nicht daran, es im nächsten Jahr erneut zu versuchen. Beim Vorentscheid 1986 Ein Lied für Bergen stammten gleich vier Beiträge die von ihm. Die Gruppe That's Life mit dem Song Telefon, Die Gruppe Clowns mit den gleichnamigen Song Clowns, Chris Heart & Band mit Die Engel sind auch nicht mehr das, was sie war’n und die Dschinghis Khan Family mit Wir gehör’n zusammen. Nachdem jedoch hier ebenfalls für Siegel kein Erfolg eintrat, da die Dschinghis Khan Family Platz 2, Chris Heart & Band Platz 3, die Clowns Platz 6 und That's Life Platz 12 von 12 belegten, musste er seine Strategie für 1987 ändern und das tat er.
Bei der deutschen Vorentscheidung zum Eurovision Song Contest 1987 Ein Lied für Brüssel trat „Ralph Siegel“ nur als Komponist eines einzigen Beitrages an, da er sich dazu entschlossen hatte, für seine anderen Beiträge unter Pseudonymen anzutreten. Insgesamt stammten nämlich in Wahrheit fünf der insgesamt zwölf Beiträge von Siegel und Meinunger. Dies sollte jedoch zwecks eines wertungsfreien Urteils geheim bleiben, deshalb die Pseudonyme. Der Siegertitel des Abends Lass die Sonne in dein Herz von Wind wurde nämlich offiziell von einem Peter Elversen (Ralph Siegel) komponiert und einem Bernd Bastino (Bernd Meinunger) getextet, was beides Pseudonyme waren. Ebenso war es mit Lieder der Freiheit von Helen Christie, das Platz 8 belegte. Für die Beiträge Aus von Cassy (Platz 7) und Träume tun weh von Sandy Derix (Platz 11) wurden die Pseudonyme „Claus-Peter Bobard“ (für Ralph Siegel) und „Bernd Ruhler“ (für Bernd Meinunger) verwendet. Der eine Beitrag, der ganz offiziell aus Siegels Feder stammte und der den Text von Bernd Meinunger bekam, war Frieden für die Teddybären von Maxi & Chris Garden, der trotz der offiziellen Autoren Platz 2 hinter Wind belegte. Wind erreichte beim ESC in Brüssel einen respektablen zweiten Platz hinter Johnny Logan, hinter dem schon 1980 Katja Ebstein den zweiten Platz belegte.
Bei der 1988er Vorentscheidung Ein Lied für Dublin reduzierte Siegel sein Auftreten auf zwei Beiträge, von denen einer erneut mit Pseudonymen antrat. Tanzen geh’n von der damals 14-jährigen Tammy Swift (Platz 7) wurde laut Moderatorin Jenny Jürgens nämlich von Werner Zylka (Ralph Siegel) komponiert und von John O'Flynn (Bernd Meinunger) getextet. Für Lied für einen Freund von Maxi & Chris Garden entschieden sich Siegel und Meinunger jedoch wie im Vorjahr, ihren echten Namen zu nutzen, was sich als sinnvoll herausstellen sollte, da dieser Beitrag die Vorentscheidung gewann. Beim ESC in Dublin jedoch blieb der Erfolg aus, da das Mutter-Tochter-Duo nur einen 14. Platz unter 21 Teilnehmern nach Hause brachte.
Für Ein Lied für Lausanne steuerte Siegel 1989 lediglich einen Beitrag bei. Der Song Ich hab’ Angst von Dorkas, der einen dritten Platz belegte stammte aus Siegels Feder.
Im darauffolgenden Jahr stand Siegel erneut nur mit einem Song in der deutschen Vorentscheidung 1990 Ein Lied für Zagreb. Hier gingen Chris Kempers und Daniel Kovac an den Start mit Siegels Friedens-Ballade Frei zu leben. Sie konnten den Vorentscheid in München mit deutlichem Vorsprung vor der Gruppe Xanadu für sich entscheiden und fuhren zum ESC in Zagreb, wo sie einen akzeptablen 9. Platz von 22 belegten. Nach diesem kleinen Erfolg beim ESC entschied sich Siegel dazu, erst einmal ein Jahr für Deutschland auszusetzen.
1992 kehrte Siegel doppelt zum Vorentscheid Ein Lied für Malmö zurück. Ganz ohne Pseudonyme traten Lena Valatis mit Wir seh’n uns wieder und Wind mit Träume sind für alle da mit Siegel-Kompositionen an. Für beide Lieder schrieb Bernd Meinunger den Text. Von den 6 Teilnehmern belegten seine beiden Platz 1 (Wind) und 3 (Lena Valaitis). Somit stand beim ESC in Malmö 1992 erneut ein Siegel-Lied für Deutschland auf der Bühne. Hier erfuhren Wind und Siegel jedoch eine enorme Pleite, als die Jurys sie mit 27 Punkten und einem 16. Platz unter 23 Teilnehmern straften.
In den nächsten drei Jahren (1993 bis 1995) gab es keinen deutschen ESC-Vorentscheid. Der ARD beauftragte jedoch 1994 das Siegel-Meinunger-Team, einen Wettbewerbsbeitrag zu schreiben. Es entstand der Titel Wir geben ’ne Party, der vom Trio Mekado interpretiert wurde. Teil dieses Trios war ebenfalls Dorkas Kiefer, die bereits 1989 in eine Vorentscheidung mit einem Siegel-Titel startete. Beim ESC lief es daraufhin ganz gut. Mekado erreichten beim ESC in Dublin einen soliden dritten Platz, der Deutschlands beste ESC-Platzierung in den 1990ern war. Die Charts konnten sie jedoch nicht stürmen, der Song versackte auf Platz 100.
Danach lief es für Siegel erst einmal nicht ganz so gut beim ESC(-Vorentscheid). Beim Vorentscheid Ein bisschen Glück 1996 traten Angela Wiedl und Dalila Cernatescu mit dem Siegel-Titel Echos an und belegten den dritten Platz von zehn der Vorentscheidung. 1997 schickte Siegel Bianca Shomburg mit Zeit und All about Angels mit Engel in die Vorentscheidung. Shomburg gewann zwar, während sich All about Angels mit einem 7. Platz zufriedengeben mussten, aber beim ESC in Dublin gelang ihr trotz der hohen Erwartungen nur ein Platz 18 von 25. 1998 bei der deutschen Vorentscheidung Countdown Grand Prix 1998 schickte Siegel wie früher gleich drei Titel (Ballhouse mit Can Can, Köpenick mit Carneval & Sharon mit Kids), die in dem zwölf Teilnehmer starken Feld die Ränge sechs bis acht belegten. Erst 1999 bei der Sendung Countdown Grand Prix 1999 gelang Siegel wieder ein Erfolg im Vorentscheid, der aber nur dadurch gelang, dass der eigentliche Siegertitel Hör den Kindern einfach zu von Corinna May zu früh veröffentlicht worden war. Somit lief es wie 1976 und Siegels Beitrag Reise nach Jerusalem (Kudüs’e sehayat) von Sürpriz zog als Zweitplatzierter nach und durfte zum ESC in Jerusalem, wo er einen erstaunlichen dritten Platz erreichte.
Bei Countdown Grand Prix 2000 versuchte es Siegel erneut mit dem nicht zu früh veröffentlichtem Song I Believe in God von Corinna May und scheiterte an Stefan Raabs Wadde hadde dudde da?. Bei Countdown Grand Prix 2001 kehrte Siegel doppelt zurück und schaffte es mit seinen zwei Beiträgen Happy Birthday Party von Lou & Band und A song for our friends von den German Tenors nur auf die Plätze 3 und 4. 2002 startete erneut Corinna May für Siegel mit I Can’t Live Without Music bei Countdown Grand Prix 2002 und gewann tatsächlich. Beim ESC in Tallinn kam dann jedoch die große Pleite: 17 Punkte und ein 21. Platz unter 24 Teilnehmern. Dennoch ließ es sich Siegel nicht nehmen, zum deutschen Vorentscheid Countdown Grand Prix 2003 wiederzukommen. Die Interpretin Lou wurde für seinen Song Let’s Get Happy ausgewählt, die knapp vor Beatbetrieb mit Woran glaubst du? die Vorentscheidung gewann. Beim ESC in Riga konnte ein durchschnittlicher 12. Platz von 26 ergattert werden.
Nach diesen ausbleibenden Erfolgen versuchte es Siegel erneut 2005 bei Germany 12 Points! unter Pseudonymen. Er und Meinunger hießen als Ersteller des Beitrages A miracle of love, der von Nicole Süßmilch und Marco Matias gesungen wurde, Mario Mathias (Siegel) und John O’Flynn (Meinunger). Jedoch kam noch vor der Sendung heraus, dass Siegel diesen Song komponiert hatte, was Siegels Ziel eines wertfreien Urteils zunichtemachte. Im Endeffekt erreichte der Song Platz 2 des Vorentscheids. Danach war erstmal Funkstille von Siegel, da dieser ESC-Songs für andere Länder (Schweiz, San Marino etc.) komponierte.
2016 kehrte Siegel mit der jungen Sängerin Laura Pinski zum deutschen Vorentscheid Unser Lied für Stockholm zurück. Pinski erreichte Platz 4 von 10, was bislang Siegels letzte Beteiligung an deutschen ESC-Beiträgen war.

### Erfolge ab 1974

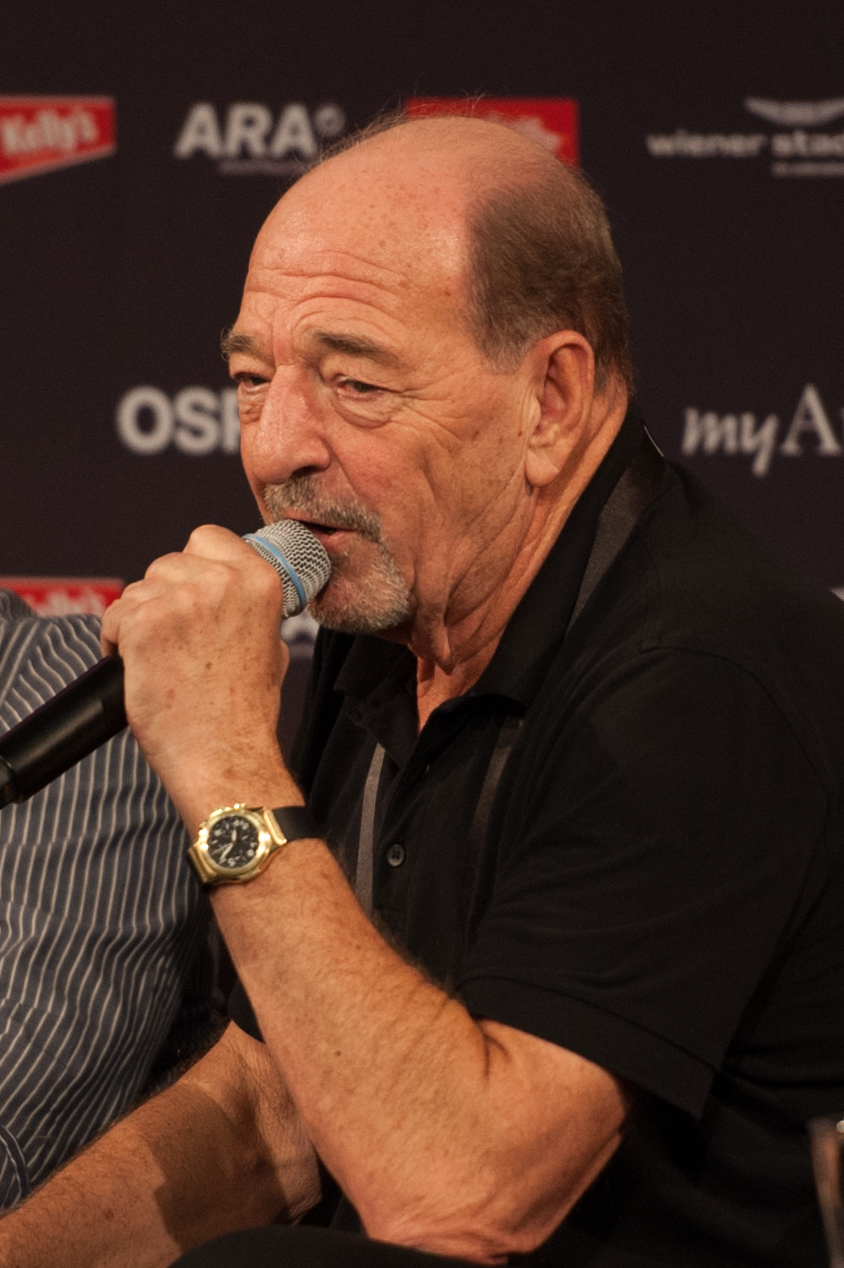
Ralph Siegel, 2015

1974 gründete er seine eigene Plattenfirma Jupiter Records. Im selben Jahr nahm Siegel zum ersten Mal am Finale des Eurovision Song Contest teil. Ireen Sheer sang seinen Titel Bye Bye I Love You und belegte für Luxemburg den vierten Platz. Es folgten weitere Teilnahmen an dem internationalen Musikwettbewerb – bis heute nahm er mit 20 Kompositionen und einmal als Produzent am Finale des ESC teil. Viele seiner Beiträge entstanden in Zusammenarbeit mit Bernd Meinunger.
Außerhalb des ESC war er 1975 besonders erfolgreich, als er zusammen mit Udo Jürgens die Hits Der Teufel hat den Schnaps gemacht, Geschieden, Ein ehrenwertes Haus und Griechischer Wein herausbrachte. Auch Rex Gildos drei Jahre vorher erschienenes Fiesta Mexicana ist ein Titel von Siegel.
Von 1979 bis 1985 produzierte er die Gruppe Dschinghis Khan, die im ersten Jahr ihres Bestehens am Eurovision Song Contest teilnahm und dabei den vierten Platz erreichte. Es folgten mehrere vordere Platzierungen in den deutschen Musikcharts.
Seinen größten Erfolg feierte Siegel beim Eurovision Song Contest 1982 in Harrogate, als die Sängerin Nicole mit dem von Siegel komponierten Lied Ein bißchen Frieden den Grand Prix gewinnen konnte. Damit war Siegel nach Klaus Munro, der 1972 mit dem Lied Après toi für Luxemburg siegte, der zweite deutsche Komponist, der bei dem Wettbewerb einen ersten Platz belegen konnte. 1991 versuchte es Siegel beim Deutschen-Song-Festival als Komponist des von Martin Mann gesungenem Weil ich dich nicht liebe, womit er einen kläglichen 15. Platz unter 15 Teilnehmern erreichte.
Bei seinen letzten Grand-Prix-Teilnahmen für Deutschland im Jahr 2002 mit I Can’t Live Without Music (Corinna May) (Platz 21 von 24) und 2003 mit Let’s Get Happy (Lou) (Platz 11 von 26) war Siegel weniger erfolgreich. Seitdem schreibt er auch Titel für Künstler aus anderen Ländern. Im Jahr 2004 nahm er mit It’s a Wonderful Life, gesungen von den Schwestern Ali & Lis, an der maltesischen Vorentscheidung teil, nach einer Niederlage produzierte er aber stattdessen den von Malta ins ESC-Rennen geschickten Beitrag On Again … Off Again, interpretiert vom Duo Julie & Ludwig, der Platz 12 im ESC-Finale holte. 2005 war Siegel mit sechs Liedern beim Malta Song for Europe vertreten, von denen fünf die Top 10 erreichten. Auch in Bosnien und Herzegowina versuchte er sein Glück mit dem von der Sängerin Tinka gesungenen Titel Sometimes I Wish I Were a Child Again.
2003 war Siegel Jury-Mitglied der ZDF-Castingshow Die deutsche Stimme 2003, in der nur deutschsprachige Lieder präsentiert wurden. 2006 komponierte er das von Christian Berg geschriebene Musical Lachen! – Die Zeit der Clowns, das am 12. Juli in Cuxhaven uraufgeführt wurde.
2010 machte Siegel eine Prostatakrebs-Erkrankung öffentlich, nachdem diese 2007 bei ihm festgestellt worden war. In dieser Zeit entzog er sich den Medien sehr, trat aber 2010 zu seinem 50-jährigen Komponistenjubiläum unter anderem auch mit seinem neuen Künstler Marcus Kuno wieder öffentlich in Erscheinung und produzierte für ihn den Titel Flieg mit mir zum siebten Himmel mit seinem Texter-Freund Bernd Meinunger. Nach im Halbfinale ausgeschiedenen Liedern für Montenegro und die Schweiz, trat er im Mai 2014 erstmals nach 1982 wieder auf einer Eurovision-Song-Contest-Bühne auf und begleitete seine Protagonistin Valentina Monetta am Klavier. Für die Eurovision Song Contests 2015 und 2017 schrieb und komponierte er den Song für San Marino, mit dem er aber jeweils im Halbfinale ausschied. Bei dem Wettbewerb „Die Stimme von Morgen“ suchte Siegel 2015 neue Künstler und entdeckte dabei Julia Kollat (Schlaflos wegen dir), die Siegerin, sowie den zweitplatzierten Maurice Zappe (Willkommen im Kopf). Beim deutschen Vorentscheid Unser Lied für Stockholm für den Eurovision Song Contest 2016 trat Laura Pinski mit Siegels Komposition Under the Sun We Are One an und wurde Vierte.
Für den November 2020 war die Premiere seines Musicals Zeppelin im Festspielhaus Neuschwanstein vorgesehen. Der Premierentermin musste jedoch wegen der COVID-19-Pandemie auf den 16. Oktober 2021 verschoben werden. BR-Kritik zum Zeppelin-Musical: „Ralph Siegels ‚Zeppelin‘: Gelungenes Wagnis“.

### Pseudonyme
Bekannte Pseudonyme von Ralph Siegel: Peter Elversen, Werner Zylka, Peter Match, Serge Bonheur, Klaus-Peter Burbart, Mario Mathias, Peter Starkowski und Ralph Maria Siegel.

## Privates

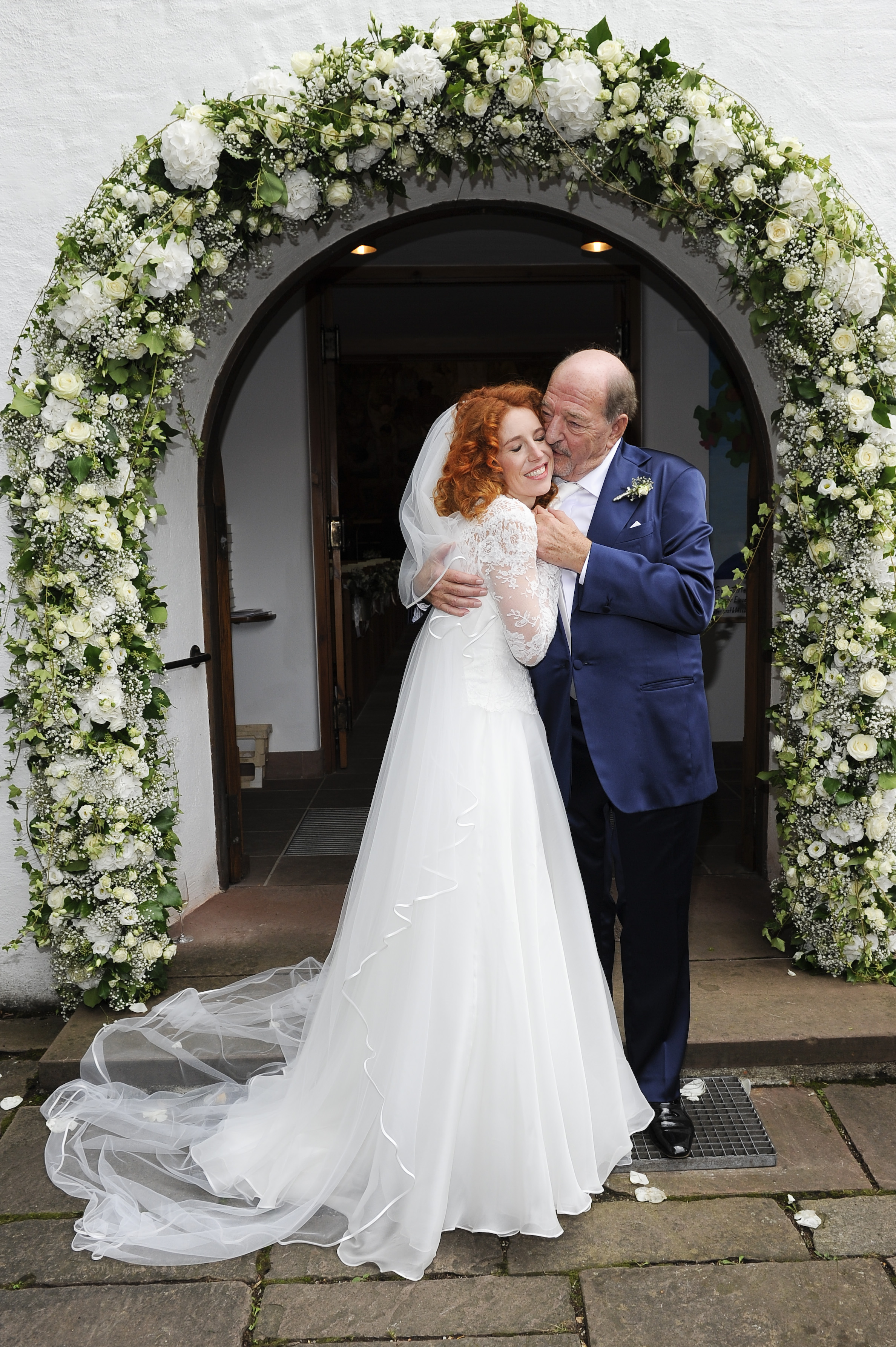
Kirchliche Trauung von Ralph Siegel und Frau Laura in der Thomaskirche in Grünwald (2018)

In erster Ehe war Siegel von 1975 bis 1989 mit der Slowakin Dunja Siegel, geb. Kreibich, verheiratet, aus der Ehe gingen die Töchter Giulia (* 1974) und Marcella (* 1976) hervor. In zweiter Ehe war er von 1992 bis 2002 mit Dagmar Kögel, geb. Weber, verheiratet, die gemeinsame Tochter ist Alana Siegel (* 1996). Seine dritte Ehe schloss er 2006 mit der Sopranistin Kriemhild Siegel, geb. Jahn. Nach der Trennung im Jahr 2014 wurde die Ehe 2016 geschieden. 2018 heiratete er die Schweizer Musikmanagerin Laura Käfer, die er 2015 kennengelernt hatte und deren Tochter Ruby er adoptierte. Seit 2022 lebt er wieder in Grünwald.
Schlagzeilen machte 2002 eine kurze Beziehung mit Nadja Abd el Farrag, der Ex-Partnerin von Dieter Bohlen. Sie soll dieses Verhältnis nach vier Monaten per SMS beendet haben.

## Musical-Kompositionen
- 2006: Lachen! Die Zeit der Clowns. Uraufführung Juli 2006 in Cuxhaven[23]
- 2015: Johnny Blue. Uraufführung in tschechischer Sprache: März 2015 am Stadttheater Mestské Divadlo, Brünn, Libretto: Stanislav Moša[24]
  - Deutschsprachige Erstaufführung: Januar 2017 am Stadttheater Ingolstadt[25]
- 2021: Zeppelin. Uraufführung Oktober 2021 im Festspielhaus Neuschwanstein[26]
- 2022/2023: Ein bißchen Frieden

## Auszeichnungen
- 1971: Grand Prix RTL National „Deutsche Produktion“
- 1978: Musik-Informationen Award „Pop National / International“
- 1980: Bambi als bester Musikproduzent
- 1982: Ralph Siegel mit dem Bundesverdienstkreuz am Bande und 1998 mit dem Bundesverdienstkreuz 1. Klasse geehrt.
- 1983: Der Paul-Lincke-Ring
- 1983: Die Augsburger Bleizeile
- 1985: Die Goldene Stimmgabel
- 1985: Goldenes Hufeisen (Karnevalsclub Stuttgarter Rößle e. V.)
- 1997: Neidhammel Orden
- 1998: Bundesverdienstkreuz 1. Klasse
- 2003: ADS Medienpreis „Lebenswerk“
- 2007: Ralph Siegel erhielt den ECHO für sein Lebenswerk. Die Laudatio hielt Schlagersängerin Nicole (Ein bißchen Frieden), mit der Ralph Siegel 1982 den Grand Prix gewann.
- 2010: Bayerischer Verdienstorden
- 2013: Der Pfälzer Saumagen-Orden
- 2015: Verleihung der Ehrennadel durch die GEMA
- 2016: Smago! Award „Mr. Grand Prix“[27]
- 2021: Smago! Award „Erfolgreichste Hit-Zusammenstellung eines Komponisten des 3. Jahrtausends“[28]

## Erfolgstitel
Folgende von Ralph Siegel komponierte Lieder erreichten die Top 20 in Deutschland, Österreich oder der Schweiz:
| Jahr | Titel                                          | Interpret                                                  | Chartplatzierungen | Chartplatzierungen | Chartplatzierungen |
| Jahr | Titel                                          | Interpret                                                  | DE                 | AT                 | CH                 |
| ---- | ---------------------------------------------- | ---------------------------------------------------------- | ------------------ | ------------------ | ------------------ |
| 1972 | Fiesta Mexicana                                | Rex Gildo                                                  | 5                  | –                  | –                  |
| 1972 | Unser tägliches Brot ist die Liebe             | Peter Alexander                                            | 8                  | 4                  | –                  |
| 1973 | Goodbye Mama                                   | Ireen Sheer                                                | 5                  | –                  | 2                  |
| 1973 | Pedro (Mandolinen um Mitternacht)              | Peter Alexander                                            | 13                 | 4                  | –                  |
| 1973 | Irgendwo brennt für jeden ein Licht            | Peter Alexander                                            | 10                 | 7                  | –                  |
| 1974 | Du kannst nicht immer siebzehn sein            | Chris Roberts                                              | 3                  | 10                 | –                  |
| 1974 | Marie, der letzte Tanz ist nur für dich        | Rex Gildo                                                  | 6                  | 17                 | –                  |
| 1975 | Der letzte Sirtaki (Komm Melina, tanz mit mir) | Rex Gildo                                                  | 9                  | –                  | –                  |
| 1979 | Dschinghis Khan                                | Dschinghis Khan                                            | 1                  | 8                  | 3                  |
| 1979 | Und manchmal weinst du sicher ein paar Tränen  | Peter Alexander                                            | 9                  | 5                  | 2                  |
| 1979 | Moskau                                         | Dschinghis Khan                                            | 3                  | 16                 | 11                 |
| 1979 | Babička                                        | Karel Gott                                                 | 20                 | –                  | –                  |
| 1980 | Hadschi Halef Omar                             | Dschinghis Khan                                            | 7                  | –                  | –                  |
| 1980 | Abschied ist ein bißchen wie sterben           | Katja Ebstein                                              | 10                 | –                  | 8                  |
| 1980 | Theater                                        | Katja Ebstein                                              | 11                 | –                  | –                  |
| 1981 | Johnny Blue                                    | Lena Valaitis                                              | 9                  | 14                 | 12                 |
| 1981 | Loreley                                        | Dschinghis Khan                                            | 6                  | –                  | 11                 |
| 1981 | La Provence (du blühendes Land)                | Nana Mouskouri                                             | 17                 | –                  | 8                  |
| 1981 | Der Papa wird’s schon richten                  | Peter Alexander                                            | 3                  | –                  | –                  |
| 1982 | Olé España                                     | Michael Schanze und die deutsche Fußballnationalmannschaft | 10                 | –                  | –                  |
| 1982 | Ein bißchen Frieden                            | Nicole                                                     | 1                  | 1                  | 1                  |
| 1982 | Papillon                                       | Nicole                                                     | 23                 | 11                 | 10                 |
| 1983 | Ich hab’ dich doch lieb                        | Nicole mit Trio                                            | 8                  | 10                 | –                  |
| 2007 | Papa Pinguin                                   | Pigloo                                                     | 6                  | 4                  | 6                  |

## Eurovision-Song-Contest-Teilnahmen
| Jahr | Künstler                                                                           | Land        | Titel                                    | Platz  |
| ---- | ---------------------------------------------------------------------------------- | ----------- | ---------------------------------------- | ------ |
| 1974 | Ireen Sheer                                                                        | Luxemburg   | Bye, Bye I Love You                      | (04    |
| 1976 | The Les Humphries Singers                                                          | Deutschland | Sing Sang Song                           | (15    |
| 1979 | Dschinghis Khan                                                                    | Deutschland | Dschinghis Khan                          | (04    |
| 1980 | Katja Ebstein                                                                      | Deutschland | Theater                                  | (02    |
| 1980 | Sophie & Magaly                                                                    | Luxemburg   | Papa Pingouin                            | (09    |
| 1981 | Lena Valaitis                                                                      | Deutschland | Johnny Blue                              | (02    |
| 1982 | Nicole                                                                             | Deutschland | Ein bißchen Frieden                      | (01    |
| 1985 | Margo, Ireen Sheer, Chris Roberts, Malcolm Roberts, Franck Olivier & Diane Solomon | Luxemburg   | Children, Kinder, Enfants                | (13    |
| 1987 | Wind                                                                               | Deutschland | Laß die Sonne in Dein Herz               | (02    |
| 1988 | Maxi & Chris Garden                                                                | Deutschland | Lied für einen Freund                    | (14    |
| 1990 | Chris Kempers & Daniel Kovac                                                       | Deutschland | Frei zu leben                            | (09    |
| 1992 | Wind                                                                               | Deutschland | Träume sind für alle da                  | (16    |
| 1994 | Mekado                                                                             | Deutschland | Wir geben ’ne Party                      | (03    |
| 1997 | Bianca Shomburg                                                                    | Deutschland | Zeit                                     | (18    |
| 1999 | Sürpriz                                                                            | Deutschland | Reise nach Jerusalem – Kudüs’e seyahat   | (03    |
| 2002 | Corinna May                                                                        | Deutschland | I Can’t Live Without Music               | (21    |
| 2003 | Lou                                                                                | Deutschland | Let’s Get Happy                          | (11    |
| 2004 | Julie & Ludwig                                                                     | Malta       | On Again … Off Again a                   | (12    |
| 2006 | six4one                                                                            | Schweiz     | If We All Give a Little                  | (17    |
| 2009 | Andrea Demirović                                                                   | Montenegro  | Just Get Out of My Life                  | (11) b |
| 2012 | Valentina Monetta                                                                  | San Marino  | The Social Network Song (OH OH–Uh-OH OH) | (14) b |
| 2013 | Valentina Monetta                                                                  | San Marino  | Crisalide (Vola)                         | (11) c |
| 2014 | Valentina Monetta                                                                  | San Marino  | Maybe (Forse)                            | (24    |
| 2015 | Michele Perniola & Anita Simoncini                                                 | San Marino  | Chain of Lights                          | (16) c |
| 2017 | Valentina Monetta ft. Jimmie Wilson                                                | San Marino  | Spirit of the Night                      | (18) c |